# Feuerspitze
Il Feuerspitze (2.852 m s.l.m.) è una montagna delle Alpi della Lechtal nelle Alpi Calcaree Nordtirolesi. Si trova nel Tirolo austriaco.
La montagna si trova a sette chilometri a sud-est di Holzgau.